# The Seventh Song
The Seventh Song —en español: La séptima canción— es un álbum del músico y compositor estadounidense Steve Vai. Es su primer álbum recopilario, aunque a direferencia de otros "grandes éxitos", todas las canciones (excepto tres inéditas y una pista oculta) son la canción número siete de los anteriores discos de Vai. A pesar de que "Christmas Time is Here", no aparece en ningún álbum de Vai, también es la séptima canción de la compilación navideña de 1996, Merry Axemas.
Las canciones inéditas son "Melissa's Garden", "The Wall of Light" y "Boston Rain Melody".

## Lista de canciones
- Todas las canciones compuestas por Steve Vai, excepto donde se indique lo contrario.

1. "For the Love of God" – 6:09
2. "Touching Tongues" – 5:32 (Sakush KC)
3. "Windows to the Soul" – 6:25
4. "Burnin' Down the Mountain" – 4:19
5. "Tender Surrender" – 5:10
6. "Hand on Heart" – 5:26
7. "Melissa's Garden" – 7:54
8. "Call it Sleep" – 5:04
9. "Christmas Time is Here" (Vince Guaraldi, Lee Mendelson) – 4:13
10. "The Wall of Light" – 2:38
11. "Boston Rain Melody" – 4:39